# Ахмадов, Шарпудин Бачуевич
Шарпуди́н Бачу́евич Ахма́дов (5 декабря 1941, село Тевзана, Веденский район, Чечено-Ингушская АССР, РСФСР, СССР — 24 июня 2016) — советский и российский историк. Доктор исторических наук, профессор, заслуженный деятель науки Чеченской Республики (2003).

## Биография
Родился в селе Тевзана Веденского района Чечено-Ингушской АССР в семье Бачу и Петимат Ахмадовых. Годы депортации для него прошли в Павлодарской области Казахской ССР. Там же пошёл в школу. После реабилитации оканчивал школу уже на родине.
В 1964 году окончил историко-филологический факультет Чечено-Ингушского государственного педагогического института.
C 1964 по 1968 год был заместителем директора Киров-Юртовской восьмилетней школы. В 1974 году в Институте истории Академии наук СССР защитил кандидатскую диссертацию на тему «Народное движение в Чечне в конце XVIII века». В 1968—1990 годах работал в Чечено-Ингушском научно-исследовательском институте истории, языка и литературы. В этой организации он прошёл путь от младшего научного сотрудника до заведующего отделом.
С 1990 года преподавал историю в Чечено-Ингушском государственном университете, а затем в Чечено-Ингушском педагогическом институте сначала в должности доцента, а позже — профессора. В 1992 году в Ростовском государственном университете защитил докторскую диссертацию на тему «Народно-освободительное движение горцев Северного Кавказа под предводительством шейха Мансура в 1785—1791 годах». В 1996 году был избран Главным учёным секретарём и членом президиума Академии наук Чеченой Республики. В 2006 году стал заведующим кафедрой истории и источниковедения ЧГУ.
Крупный специалист в области средневековой истории народов Северного Кавказа. Автор более чем 130 научных работ по истории Чечни и Ингушетии, в том числе ряда монографий, получивших высокую оценку научной общественности. Входил в состав авторского коллектива по написанию обобщающего академического труда по истории Чечни. Редактор первого тома «Истории Чечни с древнейших времен до наших дней».
В 2005—2007 годах был председателем Диссертационного совета по защите диссертаций на соискание учёной степени кандидата исторических наук при Чеченском государственном университете. Под его руководством защитили кандидатские диссертации шесть сотрудников университета. В 2003 году ему было присвоено звание «Заслуженный деятель науки ЧР».

### Книги
- Ахмадов Ш. Б., Багаев М. Х., Ерещенко Г. А. Рассказы по истории родного края: Учебное пособие для учащихся 6 класса. — Грозный: Чечено-Ингушское издательско-полиграфическое объединение «Книга», 1991. — 112 с.
- Ахмадов Шарпудин. Имам Мансур: (народно-освободительное движение в Чечне и на Северном Кавказе под руководством имама Мансура в 1785-1791 гг.). — 2-е изд., перераб. и доп. — Грозный, Элиста, 2010. — 370 с. — ISBN 978-5-94587-391-9.
- Ахмадов Шарпудин. Имам Мансур (народно–освободительное движение в Чечне и на Северном Кавказе в конце XVIII века). — Грозный: Чечено-Ингушское издательско-полиграфическое объединение «Книга», 1991. — 287 с.
- Чечня и Ингушетия в XVIII — начале XIX века. (Очерки социально-экономического развития и общественно-политического устройства Чечни и Ингушетии в XVIII — начале XIX века). Монография / Научн. ред. А. Д. Яндаров, рецензент М. М. Ибрагимов. — Академия наук Чеченской Республики. Чеченский государственный университет. НИИ гуманитарных наук Чеченской Республики. — Элиста: АПП «Джангар», 2002. — 528 с. — ISBN 5-94587-072-3.
- Ахмадов Шарпудин. Из истории народно–освободительных движений в Чечено–Ингушетии в XVII – XIX вв.. — Грозный, 1992.
- Ахмадов Ш. Б., Ахмадов Я. З., Асталов В. А., Хасбулатов А. И. История Чечни (XIX век): учебник для 8 класса общеобразовательных учреждений. — Грозный: Книжное издательство, 2006. — 379 с. — ISBN 5-9889602-3-5.
- Ахмадов Шарпудин. История Чечни с древнейших времен до конца XIX века. — 2006. — Т. 1. — ISBN 978-5-9889610-3-1.
- Ахмадов Шарпудин. Общественно-политический строй чеченцев в XVIII веке. — Грозный: АЛЕФ, 2012. — 384 с. — ISBN 978-5-4242-0046-5, 9785424200465.
- Ахмадов Ш. Б., Асталов В. А., Хасбулатов А. И. История Чечни (XIX век): учебник для 8 класса общеобразовательных учреждений. — Грозный: Книжное издательство, 2007. — 379 с. — ISBN 5-98896-023-5.
- Ахмадов Шарпудин, Гапуров Шахрудин. Спорные вопросы в истории Чечни XVIII—XIX веков: (о некоторых работах М. М. Блиева) Чеченская Республика и чеченцы. История и современность: материалы Всероссийской научной конференции, 19-20 апреля 2005 года;
- Ахмадов Шарпудин. Из истории развития вольных (сельских) обществ в горной Чечне и Ингушетии в XVIII — начале XIX в.
- Ахмадов Шарпудин. Обычаи и традиции чеченцев как непреходящие ценности духовной культуры народа.
- Ахмадов Шарпудин. Культура чеченцев в XVIII веке.
- Ахмадов Шарпудин. К историографии развития исторической науки в Чечне в XX в.
- Ахмадов Шарпудин. К вопросу о социальной стратификации чеченского общества в XVIII веке.
- Ахмадов Шарпудин. Адаты как источник изучения социальных и правовых отношений чеченцев и ингушей в XVIII—XIX вв.
- Ахмадов Шарпудин. Чечня и Россия в XVI—XIX веках: культурно-экономический аспект сближения народов.
- Ахмадов Шарпудин. Социально-экономическое и политическое положение Ингушетии в конце XVIII — начале XIX вв.: (Историография проблемы).
- Ахмадов Шарпудин. Тукхум и его роль в чеченском обществе в XVII — начале XIX в.

### Статьи
- Ахмадов Шарпудин. Адаты как источник изучения социальных и правовых отношений чеченцев и ингушей в XVIII - XIX вв. // Вестник Академии наук Чеченской Республики : журнал. — 2003. — № 3. — С. 35—39.
- Ахмадов Шарпудин. Из истории развития вольных (сельских) обществ в горной Чечне и Ингушетии в XVIII - начале XIX в. // Известия высших учебных заведений. Северо-Кавказский регион. Общественные науки : журнал. — 2004. — № 2. — С. 22—26.
- Ахмадов Шарпудин. К вопросу о социальной стратификации чеченского общества в XVIII веке // Вестник Академии наук Чеченской Республики : журнал. — 2002. — № 1. — С. 96—110.
- Ахмадов Шарпудин. К историографии развития исторической науки в Чечне в XX в. // Вестник Академии наук Чеченской Республики : журнал. — 2007. — № 1. — С. 126—137.

### О Шарпудине Ахмадове
- Аболханова Хь. Тевзанара Iилманча // Даймохк : газета. — 2011. — № 133. — С. 4.
- Алиева Зарета. Учёные Чечни. — Грозный: ИКАР, 2003. — С. 21—22. — 176 с. — ISBN 5-7974-0075-8.
- Окаров Иса. «Собирать свою историю по крупицам» // Вайнах : журнал. — 2013. — № 7. — С. 85—89.